# Mauerstetten
Mauerstetten é um município da Alemanha, situado no distrito da Algóvia Oriental, no estado da Baviera. Tem 16,55 km² de área, e sua população em 2019 foi estimada em 3 173 habitantes.